# Corinth (Mississippi)
Corinth è una città (city) degli Stati Uniti d'America, capoluogo della contea di Alcorn, nello Stato del Mississippi.
La sua popolazione, nel censimento effettuato nel 2000, contava 14.054 abitanti, passati a 14.288 secondo una stima del 2007. A Corinth è situato il centro amministrativo di tutta la Contea.

## Geografia fisica
Corinth è situata 34°56′14″N 88°30′55″W (34.937228, -88.515261) e occupa una superficie pari a 79,2 km².

## Storia
Corinth fu fondata nel 1853 come "città di incrocio" (cross city), chiamata così in quanto fungeva da svincolo ferroviario per la Mobile & Ohio e la Memphis & Charleston.
L'ubicazione di Corinth come svincolo di due linee ferroviarie, rese la città strategicamente importante per i Confederati durante la guerra civile americana. L'armata Confederata, al comando del generale P.G.T. Beauregard, si ritirò a Corinth dopo la battaglia di Shiloh, inseguito dalle truppe dell'Unione, comandate dal maggior generale Henry W. Halleck. Il generale Beauregard abbandonò la città quando Halleck si avvicinò, lasciandola cadere nelle mani degli Unionisti (30 maggio 1862). Poiché Halleck si avvicinava alla città con cautela, scavando trincee dopo ogni piccolo avanzamento, per più di un mese, questa azione viene ricordata sotto il nome di assedio di Corinth.
Lo Stato maggiore dell'Unione inviò a Corinth anche il maggior generale William Starke Rosecrans per avere un forte concentramento militare nella città. La seconda battaglia di Corinth avvenne il 3 - 4 ottobre 1862, quando l'esercito Confederato, comandato dal maggior generale Earl Van Dorn, tentò di riconquistare la città. Le truppe Confederate riconquistarono Corinth, ma furono velocemente costrette a ritirarsi di nuovo quando l'esercito dell'Unione contrattaccò con i numerosi rinforzi che aveva ricevuto.